# 東京都COVID-19對策網站
東京都COVID-19對策網站（日语：東京都COVID-19対策サイト）是日本東京都開設的網站，公開2019冠狀病毒病東京都疫情相關資訊。該網站由一般社團法人「Code for Japan」在東京都政府的委託下開發，3月3日開始營運，每日PV（瀏覽流量）超過100萬。其透過GitHub開放原始碼，並接受用戶反饋，在日本公共機構中較為罕見。這一特性催生了不少派生網站，包括其他道府縣的版本。台湾負責IT的政務委員唐鳳亦參與過反饋，引發輿論關注。

## 特徵
網站以簡約設計提供實時資訊，方便用戶檢視，並開放原始碼，任何人均可二次利用。語言方面，支援日語、英語、簡体中文、繁體中文、韓語、簡單日語等6種語言版本。網站呈現檢測實施狀況、確診個案數等資訊時以圖表設計為中心，亦介紹最新新聞及諮詢方法等內容。

## 外部連結
- 東京都 新型冠狀病毒感染症對策網站
- GitHub上的covid19頁面